# لیلا گیراگوسیان
لیلا زنیکی گیراگوسیان (ارمنی: Լեյլա Զենիկի Կիրակոսյան؛  ۸ فوریهٔ ۱۹۴۱ - درگذشته ۵ نوامبر ۲۰۲۴) یک بازیگر سینما و تئاتر اهل ارمنستان بود. وی بین سال‌های - تا - میلادی فعالیت می‌کرد..

## زندگی‌نامه
وی در ۸ فوریه ۱۹۴۱ به دنیا آمد و از انستیتو هنر تئاتر روسیه فارغ‌التحصیل شد. وی در تئاتر روسی، تالین و تئاتر لنکوم فعالیت کرده است. وی همچنین برندهٔ جوایزی همچون نشان برتری و هنرمند افتخاری جمهوری شوروی فدراتیو سوسیالیستی روسیه (۱۹۸۴) شده است.